# Ubaena lequeuxi
Ubaena lequeuxi is een vlinder uit de familie nachtpauwogen (Saturniidae), onderfamilie Saturniinae.
De wetenschappelijke naam van de soort is voor het eerst geldig gepubliceerd door Darge & Terral in 1988.

## Type
Het holotype is een "male. IV.1985. leg. J.P. Lequeux" en wordt bewaard in de Collectie van Ph. Darge Clénay, Ruffey les Echirey, Frankrijk. De typelocatie is Tanzania, Bondwa, Mt. Uluguru.